# Lino Aldani
Lino Aldani (San Cipriano Po, 29 maart 1926 - Pavia, 30 januari 2009) was een Italiaans sciencefictionschrijver. Tot 1968 was  hij  wiskundeleraar  in Rome. Nadien ging  Aldani terug naar zijn geboortestad.
Sinds de jaren 1960 schreef hij sciencefictionverhalen. Zijn eerst kortverhaal Dove sono i vostri Kumar? verscheen in 1960 en zijn eerste roman, Quando le radici, in 1977. In 1962 schreef hij ook het eerste kritisch essay over  sciencefiction in het Italiaans, La fantascienza. In 1963 stichtte Aldani het SF-magazine Futuro met Massimo Lo Jacono. Zijn werken werden in verschillende talen vertaald. Hij stierf op 30 januari 2009 in  Pavia .